# Kenneth Shiffrin
Kenneth Shiffrin (Newark, 18 dicembre 1956) è un regista e produttore cinematografico statunitense.

## Filmografia

### Regista
- Hubert Selby Jr: It/ll Be Better Tomorrow – documentario (2005)

### Produttore
- Cane bianco (White Dog), regia di Samuel Fuller (1981) assistente alla produzione non accreditato
- McBain, regia di James Glickenhaus (1991) accreditato come assistente alla produzione
- Hubert Selby Jr: It/ll Be Better Tomorrow – documentario (2005)
- Bob and the Monster, regia di Keirda Bahruth – documentario (2011)